# Bulbophyllum schistopetalum
Bulbophyllum schistopetalum är en orkidéart som beskrevs av Rudolf Schlechter. Bulbophyllum schistopetalum ingår i släktet Bulbophyllum och familjen orkidéer. Inga underarter finns listade i Catalogue of Life.